# 제15회 서울독립영화제
제15회 서울독립영화제는 1989년 12월 1일에 열린 시상식이다.

## 수상 및 후보

### 네이버상
- 가라도 - 김욱준 수상

### 코닥상
- 꽃씨속의 외출, 그날 - 김태관, 김철열 수상

### 기획상
- 춤추는 꼭두각시 - 송광진 수상

### 촬영상
- 도시속에 핀 꽃 - 이성호 수상

### 편집상
- 아메리카 한국 서울 - 이병규 수상

### 조명상
- 가라도 - 김기종 수상